# 張問仁 (萬曆進士)
張問仁（1541年—？），字為春，福建泉州府晉江縣人，匠籍，明朝政治人物。

## 生平
順天府鄉試第三十六名，萬曆五年（1577年）丁丑科會試第一百六十一名，登二甲第十名進士。授户部主事。因張居正曾請他教習其子，后連坐降為兴国州同知，转凤阳通判。復调顺天，之後升任戶部郎中，管理临清钞关。因病歸鄉。有子張捷登。

## 家族
曾祖張國維；祖父張景暘；父張賜。母許氏。慈侍下。弟问达、问士、问政、问礼。